# 多布羅維采

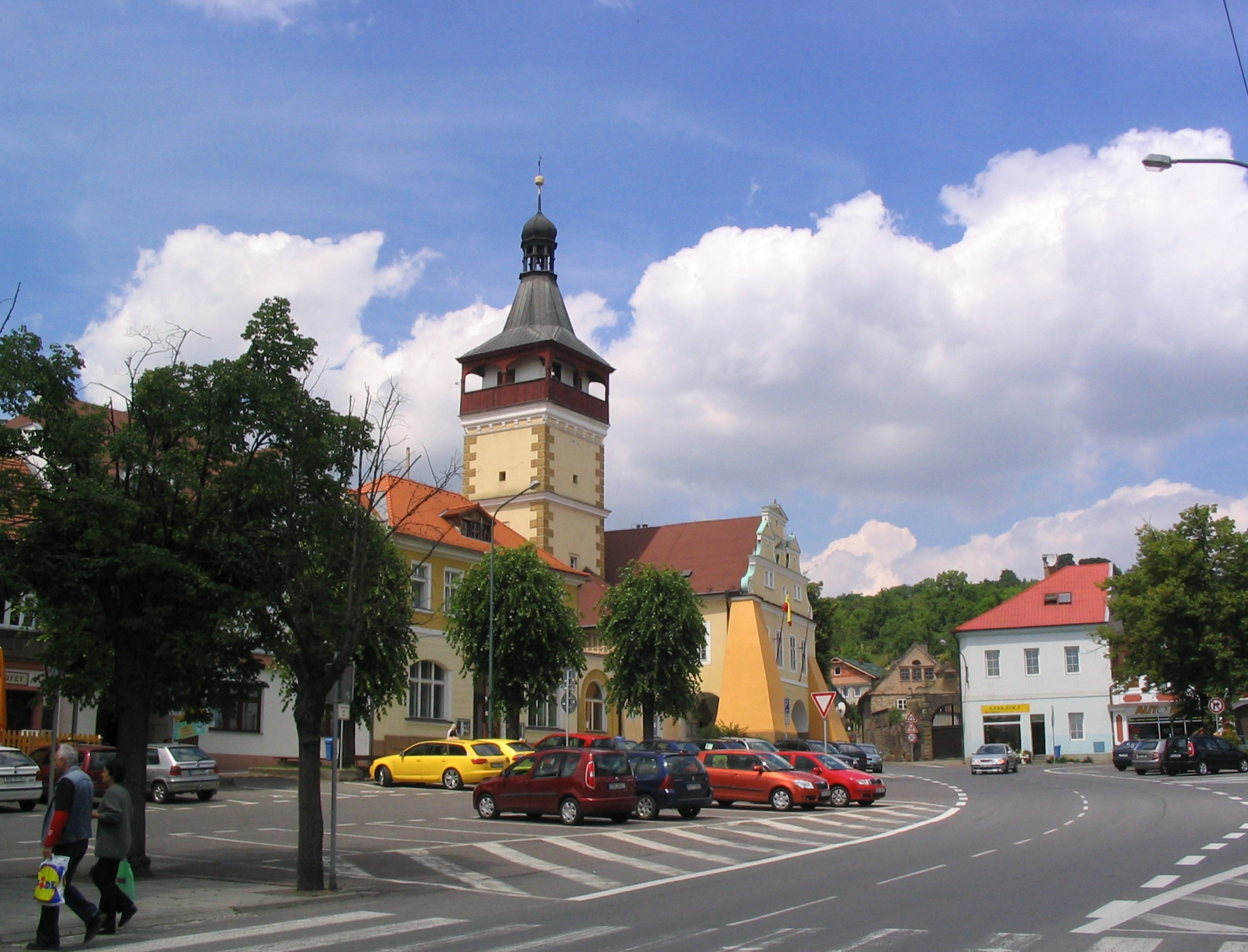

多布羅維采是捷克的城鎮，位於該國北部，距離姆拉達-博萊斯拉夫8公里，由中波希米亞州負責管轄，面積24.63平方公里，海拔高度247米，2011年人口3,218。

## 外部連結
- Municipal website（页面存档备份，存于）